# 梅 (摩泽尔省)
梅村（法語：Mey，法語發音：[mɛ]）是法国摩泽尔省的一个市镇，位于该省西部，属于梅斯区。

## 地理
梅村（49°8'11"N, 6°14'10"E）面积1.91 平方千米，位于法国大東部大區摩泽尔省，该省份为法国东北部内陆省份，是洛林的一部分，西南接默尔特-摩泽尔省，东临下莱茵省，北与卢森堡和德国接壤。
与梅村接壤的市镇（或旧市镇、城区）包括：努伊、旺图、瓦尼。
梅村的时区为UTC+01:00、UTC+02:00（夏令时）。

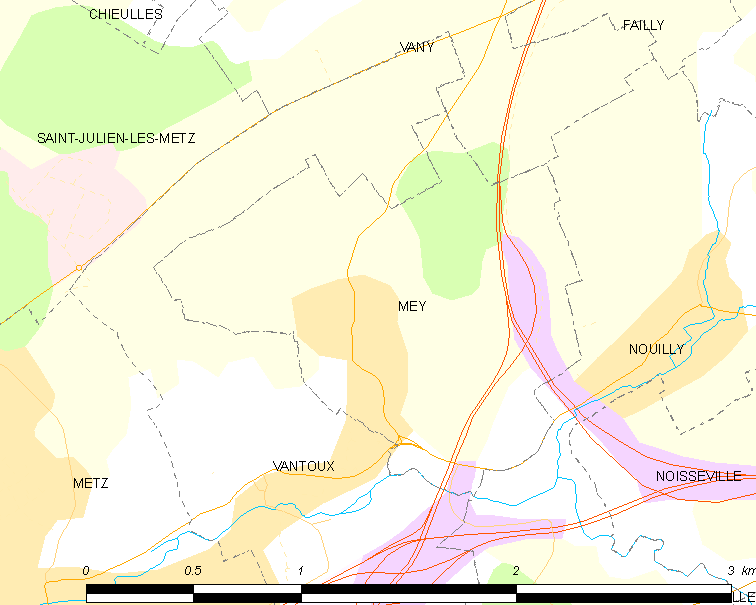
梅村的OSM定位图

## 行政
梅村的邮政编码为57070，INSEE市镇编码为57467。

## 政治
梅村所属的省级选区为梅斯地区县。

## 人口

1962-2008年间梅村人口变化图示

梅村于2022年1月1日时的人口数量为308人。